# Fußball-Landesliga Rheinhessen 1946/47
Die Fußball-Landesliga Rheinhessen 1946/47 war die zweite Spielzeit der höchsten Amateur-Spielklasse im Landesteil Rheinhessen des Landes Rheinland-Pfalz nach dem Zweiten Weltkrieg. Die Liga war unterhalb der Gruppe Nord der damaligen 1. Liga Südwest (auch Zonenliga Nord genannt) angesiedelt. Die SpVgg Weisenau wurde Rheinhessenmeister 1947, stieg aber nicht in die 1. Liga Südwest auf. Der TSV Armsheim, der FV Flonheim, die TSG Heidesheim und Rhenania Rheindürkheim stiegen aus der Landesliga ab.

## Abschlusstabelle
Zur Landesligasaison Rheinhessen 1946/47 sind nur bruchstückhafte Informationen überliefert.
| Pl. | Verein                     | Sp. | Tore    | Punkte |
| --- | -------------------------- | --- | ------- | ------ |
| 1.  | SpVgg Weisenau             | 26  | 162:420 | 47:50  |
| 2.  | Blau-Weiß Worms            | 26  |         | 39:13  |
| 3.  | Fontana Finthen            | 26  |         | 36:16  |
| 4.  | Alemannia Worms            | 26  |         | 34:18  |
| 5.  | SpVgg Ingelheim            | 26  |         | 33:19  |
| 6.  | FSV Oppenheim              | 26  |         | 31:21  |
| 7.  | SG 1946 Bretzenheim        | 26  |         | 27:25  |
|     | VfR Alsheim                |     |         |        |
|     | RWO Alzey                  |     |         |        |
|     | Hassia Bingen              |     |         |        |
|     | TSV Armsheim               |     |         |        |
|     | FV Flonheim                |     |         |        |
|     | TSG Heidesheim             |     |         |        |
|     | TSV Rhenania Rheindürkheim |     |         |        |